# Junta de Andalucía
A Junta de Andalucía, Andalúzia reigonális önigazgatási szerve, a regionális kormány szerepét tölti be. A szervezet magában foglalja Andalúzia parlamentjét és Andalúzia regionális kormányzójának hivatalát is.

## Intézmények

### Andalúzia Parlamentje
A régió törvényhozása. Feladatuk a regionális törvények életbeléptetése, módosítása és a kormányzó kinevezése illetve leváltása. A regionális parlament képviselőit közvetlen, általános választójog keretjében választja meg Andalúzia választásra jogosult lakossága. Az 1981-es regionális státuszegyezmény nyomán jött létre a parlament 1982-ben, a Hospital de las Cinco Llagas épületben van a székhelye.

### Elnök
Andalúzia elnöke, a regionális végrehajtó hatalom feje és a spanyol állam képviselője a mindennapi ügymenetben. Az elnök személyére, a parlamentben szavazáson jelenlevő képviselők abszolút többségének kell javaslatot tenni, az elnök megválasztását pedig a mindenkori spanyol uralkodónak kell szentesíteni.

### Andalúzia kormányzótanácsa
Andalúzia kormányzótanácsa, a regionális kabinet szerepét tölti be. Jogilag szabályozza a kormány működését. A kabinet tagjai az elnök illetve az ő regionális miniszterei, akit "tanácsos" (Consejerías)

### Defensor de Pueblo Andaluz
A Defensor de pueblo andaluz (szószerinti jelentése: Az andalúz nép védelmezője) a regionális ombudsmani hivatal megnevezése. Elsődleges feladata hogy Andalúzia állampolgárai jogaiért és szabadságáért álljon ki a Spanyol Alkotmányban foglaltak szerint. A hivatal hatáskörébe tartozik, hogy nyomozást indíthat a régió önkormányzatainál ,a madridi központi kormány tartományi hivatalaiban (diputación provincial) és a Junta de Andalucíánál. A regionális ombudsman személyét Andalúzia parlamentje választja meg 5 éves ciklusra.